# Uridine-diphosphate-sulfoquinovose
L’uridine-diphosphate-sulfoquinovose, ou UDP-sulfoquinovose, est un intermédiaire de la biosynthèse des sulfoquinovosyldiacylglycérols (SQDG), un sulfolipide, par les cyanobactéries. Il dérive de l'UDP-glucose sous l'action de l'UDP-sulfoquinovose synthase.